# クリスティナ・シュレーダー

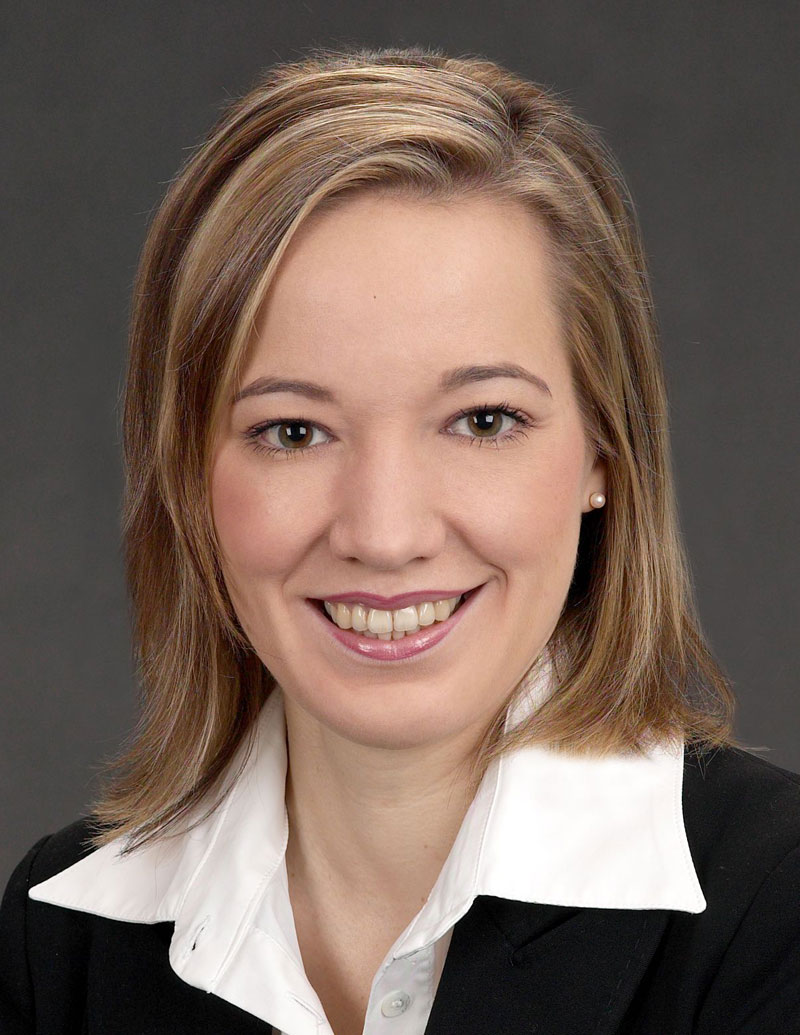
シュレーダー（2007年）

クリスティナ・シュレーダー（Kristina Schröder、旧姓ケーラーKöhler。1977年8月3日–）は、ドイツの政治家。所属政党はドイツキリスト教民主同盟（CDU）。2009年11月より2013年12月まで、第二次メルケル内閣で家族・高齢者・婦人・青少年相を務めた。

## 経歴
ヘッセン州ヴィースバーデンに生まれる。宗派は独立福音ルター派教会。1997年にアビトゥーアに合格して地元の高校を卒業後、マインツ大学で社会学、近現代史、哲学、政治学を学ぶ。2002年に修了。
1991年にドイツキリスト教民主同盟（CDU）の青年団組織ユンゲ・ウニオン（JU）に加入し、1994年には同党に入党した。1992年からJU地区代表、1997年から2003年までは同郡代表を務めた。1995年からCDU西ヘッセン代表委員。在学中の1997年からヘッセン州議会議員ビルギット・ツァイメッツ＝ロルツの支援者となり、また同時に1998年から2002年までマインツ大学の学生助手を務めた。
2000年、ヴィーズバーデン市議会議員に選出される（2001年まで）。2002年、ドイツ連邦議会に初当選。連邦議会では内務委員会委員、また党のイスラム教、同化政策、過激主義担当委員を務める。同年よりヘッセン州党代表委員。2006年から2009年まで設置されたBND調査委員会の党代表を務めた。政治活動と同時に学業も続けており、2009年4月に博士論文を提出した。指導教官にはその政策はリベラル保守と評されているが、イスラム主義や左翼党に敵対的という評価もある。
2009年ドイツ連邦議会選挙では従来の比例代表ではなく、ドイツ社会民主党のハイデマリー・ヴィーチョレック＝ツォイル経済協力相と同じ小選挙区から出馬して当選を果たした。さらに同年11月に同じヘッセン州選出のフランツ・ヨーゼフ・ユング労働相が不祥事の責任を取って辞任したため、その後任の労働相に転じたウルズラ・フォン・デア・ライエン家族・高齢者・婦人・青少年相の後任に就任した。フィリップ・レスラー保健相よりも若い32歳での大臣就任により、第二次アンゲラ・メルケル内閣では最年少の閣僚になった。
この職は少子化対策担当であるが、シュレーダー自身は大臣就任当初未婚であり、子供はいなかった。2010年2月に同じCDUの政治家オーレ・シュレーダーと結婚し、大臣就任当初の旧姓ケーラーからシュレーダーに改めた。2011年6月には第一子となる女児を出産した。大臣の在任中の出産はドイツ史上初めてのことであり、シュレーダーは6週間の育児休暇を取った。2013年ドイツ連邦議会選挙の開票で自身の当選が決まった直後、マスコミとのインタビューで「今後は娘のための時間をより多く持ちたいので、連邦議会議員のみを続けて大臣職留任は希望しない」と発言した。同年末に成立した第三次メルケル内閣では希望通り大臣職から離れた。2014年6月に第二子を出産。
2017年ドイツ連邦議会選挙には出馬せず、政界を引退した。

## 著作
- Kristina Köhler: Gerechtigkeit als Gleichheit? - Eine empirische Analyse der objektiven und subjektiven Responsivität von Bundestagsabgeordneten, VS-Verlag, 2009, ISBN 978-3-531-17053-4.